# Geo-IK-2 1
Geo-IK-2 1 (russisch Гео-ИК-2 1, Kosmos-2470, auch Musson-2, GRAU-Index: 14F31) war ein russischer Erdvermessungssatellit.
Der Satellit war ein Nachfolger der Geo-IK-Baureihe und wurde am 1. Februar 2011 um 14:00:14 UTC mit einer Rockot mit Bris-M-Oberstufe vom Startplatz 133/3 des Kosmodroms Plessezk aus in den Orbit gebracht, wobei nicht die geplante Umlaufbahn erreicht wurde. Er konnte diese auch nicht mehr mit den eigenen Triebwerken erreichen. Die Entwicklung des Satelliten startete 1982 bei NPO Prikladnoj Mechaniki. Der Satellit sollte auf dem Estapheta-Satellitenbus basieren, etwa 4,5 t schwer sein und um einen zylindrischen Druckbehälter mit fünf m Höhe und zwei m Durchmesser herum gebaut werden. Nach dem Zusammenbruch der Sowjetunion wurde die Entwicklung aber gestoppt. Im Jahr 2001 wurde die Entwicklung mit einer wesentlich kleineren Version wieder aufgenommen, bei der der Druckbehälter auf 1,3 m Durchmesser und eine Masse von 900 kg reduziert wurde. Viele Systeme (wie die Energieversorgung) wurden von den GLONASS-M-Satelliten übernommen. Das Hauptinstrument an Bord war ein Sadko-Höhenmesser der französischen Firma Thales Alenia Space, welches aus dem Poseidon-2-Höhenmesser, der auf dem französischen Jason-1-Satelliten installiert wurde, entwickelt wurde. Geo-IK-2 1 trug zusätzlich auch ein Dopplersystem, Laserreflektoren und einen Entfernungsmesser. Der zweite Satellit Geo-IK-2 2 soll über einen Miram-Mikrowellen-Radiohöhenmesser verfügen.
Da die Bris-KM-Oberstufe nicht wie vorgesehen ein zweites Mal zündete, blieb der Satellit auf einer Übergangsbahn. Der russische Verteidigungsminister Wladimir Popowkin erklärte, dass der Satellit in dieser Bahn nicht nutzbar ist. Am 15. Juli 2013 verglühte der Satellit schließlich über China.